# Team Coop-Øster Hus/Saison 2016
Dieser Artikel listet Erfolge und Fahrer des Radsportteams Team Coop-Øster Hus in der Saison 2016 auf.

## Erfolge in der UCI Europe Tour
| Datum        | Rennen                                      | Kat. | Sieger        |
| ------------ | ------------------------------------------- | ---- | ------------- |
| 12. März     | 1. Etappe Grande Prémio Liberty Seguros     | 2.2  | August Jensen |
| 12.–13. März | Gesamtwertung Grande Prémio Liberty Seguros | 2.2  | August Jensen |

## Abgänge – Zugänge
| Zugänge             | Team 2015            | Abgänge              | Team 2016                    |
| ------------------- | -------------------- | -------------------- | ---------------------------- |
| Ole André Austevoll | Team FixIT.no        | Markus Hoelgaard     | Team Joker                   |
| Even Rege           | Team FixIT.no        | Fredrik Strand Galta | Delko Marseille Provence KTM |
| Øivind Lukkedahl    | Team Ringeriks-Kraft | Tormod Jacobsen      | Unbekannt                    |
| Andreas Sandnes     | Neoprofi             |                      |                              |

## Mannschaft
| Teamkader 2016                            | Teamkader 2016     | Teamkader 2016 | Teamkader 2016                  |
| Name                                      | Geburtsdatum       | Land           | Vorheriges Team                 |
| ----------------------------------------- | ------------------ | -------------- | ------------------------------- |
| Ole André Austevoll                       | 15. April 1994     | Norwegen       | FixIT.no (2015)                 |
| Håkon Frengstad Berger                    | 24. August 1992    | Norwegen       | Ringeriks-Kraft (2014)          |
| Håvard Blikra                             | 2. November 1991   | Norwegen       | Stavanger Sykleklubb (2010)     |
| Magnus Børresen                           | 18. September 1988 | Norwegen       | OneCo (2013)                    |
| Kristian Dyrnes                           | 20. April 1992     | Norwegen       |                                 |
| Krister Hagen                             | 12. Januar 1989    | Norwegen       | OneCo (2013)                    |
| August Jensen                             | 29. August 1991    | Norwegen       | Trondhjems Velocipedklub (2012) |
| Oscar Landa                               | 15. August 1993    | Norwegen       | Stavanger Sykleklubb (2012)     |
| Øivind Lukkedal                           | 19. Juni 1994      | Norwegen       | Ringeriks-Kraft (2015)          |
| Even Rege                                 | 24. April 1994     | Norwegen       | FixIT.no (2015)                 |
| Andreas Sandnes Olsen                     | 19. März 1994      | Norwegen       |                                 |
|                                           |                    |                |                                 |
| Quellen: ProCyclingStats Cycling Archives |                    |                |                                 |